# 森秀次

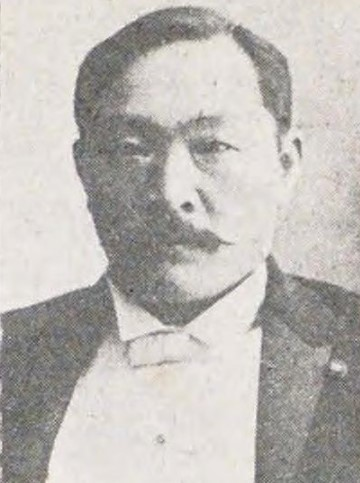
森秀次

森 秀次（もり しゅうじ、旧姓・西岡、1855年11月1日（安政2年9月22日） - 1926年（大正15年）9月9日）は、日本の部落解放運動家、政治家、会社役員。衆議院議員（大阪府郡部選出、当選4回）。大阪府会議員。族籍は大阪府平民。従五位勲四等。

## 経歴
和泉国南王子村（後の大阪府泉北郡八坂町、現在の和泉市）出身。西岡惣市郎の二男。豊島郡古江村（のちに合併して細河村、現在の池田市）の森家に養子として迎えられた。医学を修めた。医業に従事し、のち農業を営んだ。
大阪府会議員、同議長等を務めた。硫酸肥料監査役、阪神土地取締役、大阪朝報社常務取締役を務めた。1903年、第8回衆議院議員総選挙に立候補、初当選。中正倶楽部、甲辰倶楽部、大同倶楽部、中央倶楽部、立憲同志会、憲政会に属した。以来4期務めた。
1926年9月9日に死亡した。『大阪毎日』は「久しく腎臓炎と中風で自邸で療養中であったが九日午前二時逝去した」と報じている。また、同紙は秀次を「水平運動の功労者」としている。

## 人物
秀次について『部落の人豪』によれば「憲法発布以来部落民を標榜して代議士たるもの君を以て嚆矢とす。君は真に部落の偉人というも不可なしである。」という。秀次の生い立ちについてはわからないが、養家先の森家の地位から考えて部落の最上位の階層出身であることが予想される。
秀次によれば、村会議員時代、他の議員らは、秀次に「会議の時なぞは火鉢をもあたらせなかつた様な次第であつた」という。
秀次は部落差別について「社会には未だわからずやが沢山居るが、然し他の者を攻める事ばかりするよりも大に内に省みねばならぬ事もあらうと思ふ。何事も解らずして吾々を排斥する者は実に憐れむ可き者だが、私は今少し否大に我社会の教育を進めねばならぬと思ふ。教育が進めば常識も豊富になり又恥も知る様になる。然し一寸御注意したいことは私の教育と申すのは学校で字を習ふことではない。学者について学理を研究するのではない。私の申します教育は社会教育と申して良いか或は自然の教育と申して宜しいか何れにしても私は社会の大学で学ぶ事を意味するので即ち各種の人と交って見聞を広くすると云ふのです。」と述べている。
秀次は、部落民を排斥する者がいることに憤慨している。また、差別する者を世間知らずの「憐れむ可き者」と批判している。住所は大阪府豊能郡細河村大字古江、大阪市南区天王寺伶人町。

## 家族・親族
森家
- 養父・万次、あるいは万次郎（1835年 - 1898年、医師、政治家） - 万延元年、25歳の頃に片岡で分家を創立する[8]。医術を修める[8]。1873年、当時39歳の万次の医師届出によると、片倉流漢方黴瘡外科で、木部村の萩野主税の門下であったと記す[8]。1884年、古江村会議員に当選する[8]。1890年、日本赤十字社大阪支部の正社員として有功章ならびに社員章略授および佩用心得書追加が送られる[8]。1898年8月21日、65歳で没する[8]。
- 養母・ゑい - 1905年10月に没する[8]。
- 男・寛（1881年 - ?）[2] - 寛は若いころから地元の細河村で部落改善につとめ、1925年3月、融和団体「豊能郡誠和会」の創立に尽力し、その副理事長になった[9]。
- 二男・秀雄（1886年 - ?、大阪府平民・石原タツの養子となる）[2]
- 三男・茂（1889年 - ?、大阪府人・松宮伊三郎の二女松枝の婿養子となる）[2]

親戚
- 実弟・上皿義夫 - 明治30年代には大阪市南区久左衛門町で製靴商を経営、大正初年には天津南門東馬路で薬屋を開業する[8]。